# Арру (река)
Арру (фр. Arroux) — река во Франции, в регионе Бургундия — Франш-Конте. Длина Арру — 132 кмПлощадь водосборного бассейна — 3174 км²..
Исток находится на территории общины КулетрВысота истока — 420 м над уровнем моря.. Река течёт сперва на запад, а затем на юго-запад, пересекая департаменты Кот-д’Ор и Сона и Луара. Река является правым притоком Луары, в которую впадает близ города ДигуэнВысота устья — 220 м над уровнем моря..
Притоки Арру: Меше, Тернен — (правые притоки); Лаканш, Бурбенса — (левые притоки).
В конце XIX века воды Арру были у города Геньон с помощью 14-ти километрового канала отведены в Центральный канал для улучшения его водоснабжения (у города Дигуэн). Через этот дополнительный канал вплоть до 1950-х годов пропускались речные суда, вплоть до того момента, когда гавань города Геньон была закрыта.
Города на берегах Арру: Дигуэн, Геньон, Отён.